# Prohászka Elvira
Prohászka Elvira (Elek, 1902. május 16. – Sydney, Ausztrália, 1981. augusztus 1.) magyar író, szerkesztő, irodalomszervező, Prohászka László felesége.

## Életútja
Aradon járt a polgári leányiskolába, a kolozsvári Marianumban három évet végzett, Aradon érettségizett. Banktisztviselő volt.

## Munkássága
Novellát és verset közölt az aradi napilapokban, valamint a Vasárnap hasábjain, az aradi Magyar Család című folyóirat s az Aradi Legújabb Kalendárium (1934, 1936) szerkesztője.  Az aradi Kölcsey Egyesület egyik vezetője. Irodalmi délutánokat szervezett, tevékenykedett az Országos Magyar Pártban, a Magyar Népközösségben és 1944 után a Magyar Népi Szövetségben. Sikerrel adták elő Tündérkirálynő c. egyfelvonásos darabját.
Búzavirág című egyfelvonásos színművét a Rendkívüli Újság (1921) közölte.